# Overosaurus
Overosaurus paradasorum
Genre
Espèce
Overosaurus est un genre de dinosaure sauropode du Crétacé supérieur retrouvé en Patagonie, Argentine. L'espèce type est Overosaurus paradasorum, décrite par Rodolfo A. Coria, Leonardo S. Filippi, Luis M. Chiappe, Rodolfo Garcia et Andrea B. Arcucci en 2013. 

## Présentation
Elle est basée sur l'holotype MAU-Pv-CO-439, constitué d'une série de vertèbres allant de la dixième vertèbre cervicale à la vingtième vertèbre caudale. Il comprend également des côtes des trois dernières vertèbres cerviales, six côtes dorsales à droite et cinq à gauche ainsi que deux ilium, dont l'un complet.
Bien que d'une longueur à l'âge adulte d'environ 8,6 mètres, O. paradasorum est relativement petit par rapport aux autres sauropodes de Patagonie tels les saltasaurinae et autres aeolosauridae.